# Buccia

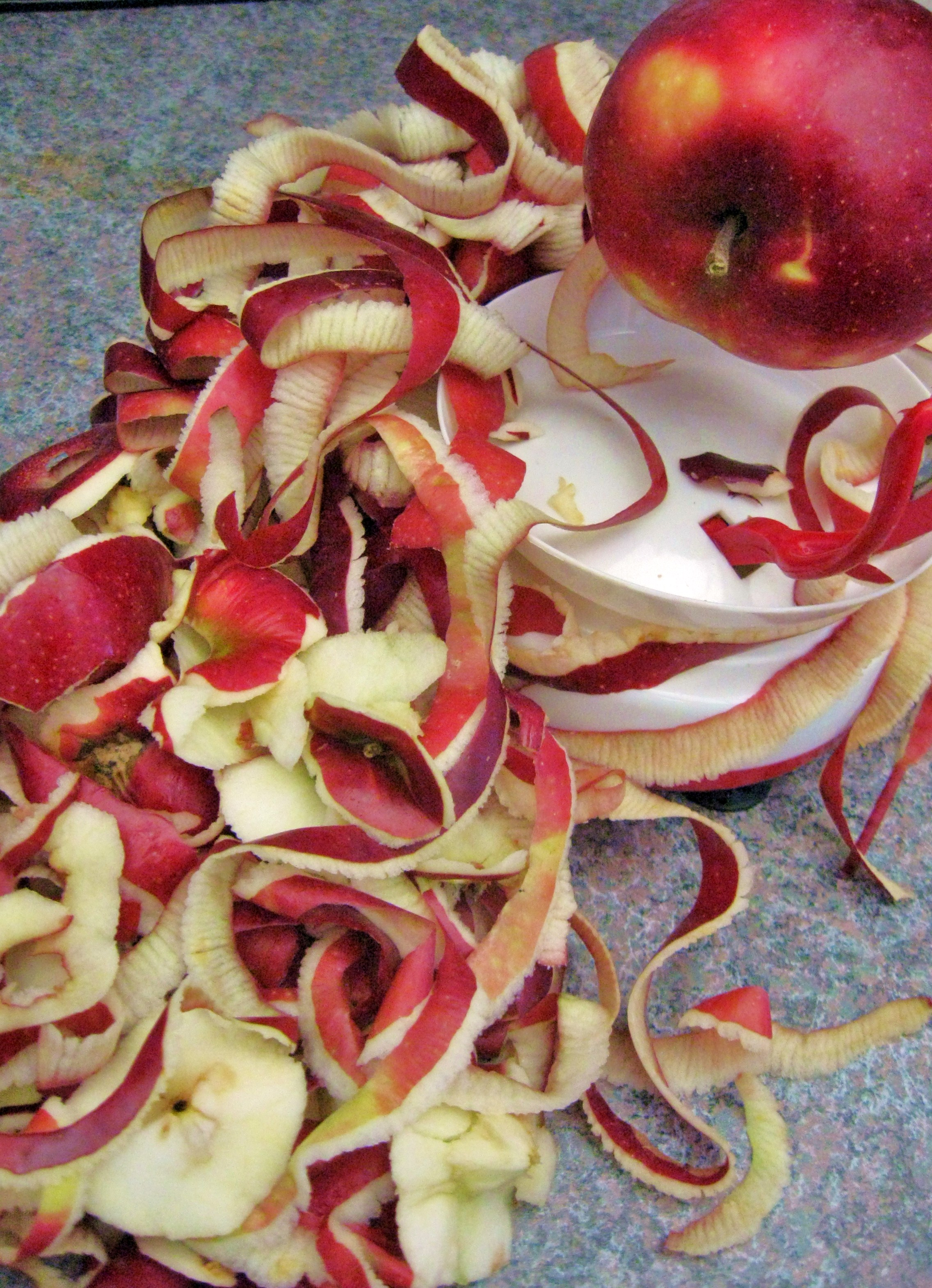
Bucce di mela

La buccia (esocarpo) è lo strato protettivo esterno di un frutto (epidermide, formata a sua volta da cuticola e tessuto sclerenchimatico)  o di un vegetale che può essere staccato. A seconda dei casi può costituire anche il 20% del peso del frutto o il 40% come nel caso dei limoni.
Viene anche chiamato impropriamente scorza nonostante il termine indica in realtà lo strato esterno dei fusti e delle radici delle piante. In botanica il termine epicarpo è più generico e comprensivo anche dei casi in cui la parte esterna non può essere staccata facilmente, si pensi alle noci.

## Utilizzi
Gli utilizzi sono molteplici e non vengono limitati all'impiego in cucina.

### Cucina
Viene utilizzata per la preparazione di alcune marmellate, e di molti dolci come la linzertorte.
Inoltre rende evidente il grado di maturazione di alcuni frutti come il caso delle banane: tendente al verde in quelle acerbe, al giallo scuro con piccole chiazze marroni in quelle molto mature.

### Altri usi
La buccia di alcuni frutti, come quello del melograno, una volta essiccata viene impiegata nella produzione di coloranti.